# Arcore
Arcore est une commune italienne de la province de Monza et de la Brianza, en Lombardie.
Elle est connue pour la fameuse villa d'Arcore, résidence personnelle de Silvio Berlusconi dont l'achat à des conditions très avantageuses, favorisé par son avocat Cesare Previti, est problématique.

## Langues et dialectes
En plus de la langue italienne, l’utilisation du dialecte de la Brianza est plutôt répandu, surtout dans la partie la plus âgée de la population. Comme la plupart des dialectes italiens, c’est une langue romane dérivée du latin avec également des influences hispaniques, françaises et germaniques. Actuellement, malgré une lente phase de déclin, il est connu et compris par la majeure partie de la population active.  

## Cuisine
La cuisine de la ville d’Arcore est typique de la région de la Brianza, et est amplement influencée par la cuisine lombarde, mais aussi par la tradition paysanne de la ville (jusqu’au début des années 1900, Arcore était un village rural). La viande de porc est la plus utilisée, d’où dérivent les principaux produits gastronomiques qui rendent célèbre la Brianza : saucissons, cotechino, etc.
Parmi les plats les plus connus, la cassoeula, la « torta paesana » (un gâteau cuisiné surtout lors de la fête patronale de Saint Eustorge), la busèca, la polenta ùncia et le risotto.

## Administration
| Période                                  | Période | Identité | Étiquette | Qualité |
| ---------------------------------------- | ------- | -------- | --------- | ------- |
|                                          |         |          |           |         |
| Les données manquantes sont à compléter. |         |          |           |         |

### Hameaux
Cascina del Bruno, La Ca', Bernate.

### Communes limitrophes
Usmate Velate, Camparada, Lesmo, Biassono, Vimercate, Villasanta, Concorezzo.

## Jumelages
- Corinaldo (Italie).